# Campeonato Panamericano de Balonmano Masculino Juvenil de 2003
El II Campeonato Panamericano de Balonmano Masculino Juvenil de 2003 se disputó entre el 24 y el 28 de septiembre de 2003  en Curitiba, Brasil. y fue organizado por la Federación Panamericana de Balonmano

## Primera fase

### Grupo A
| Equipo      | PTS | J | G | E | P | GF | GC | DG  |
| ----------- | --- | - | - | - | - | -- | -- | --- |
| Brasil      | 4   | 2 | 2 | 0 | 0 | 55 | 28 | +27 |
| Uruguay     | 2   | 2 | 1 | 0 | 1 | 44 | 54 | -10 |
| Groenlandia | 0   | 2 | 0 | 0 | 2 | 29 | 46 | -17 |

#### Resultados
| Fecha      | Hora  | Partido³ | Partido³ | Partido³    | Resultado |
| ---------- | ----- | -------- | -------- | ----------- | --------- |
| 24.09.2003 | 20:15 | Brasil   | -        | Groenlandia | 23-07     |
| 25.09.2003 | 15:00 | Uruguay  | -        | Groenlandia | 23-22     |
| 26.09.2003 | 15:00 | Brasil   | -        | Uruguay     | 32-21     |

### Grupo B
| Equipo    | PTS | J | G | E | P | GF  | GC | DG  |
| --------- | --- | - | - | - | - | --- | -- | --- |
| Argentina | 6   | 3 | 3 | 0 | 0 | 107 | 45 | +62 |
| Chile     | 4   | 3 | 2 | 0 | 1 | 76  | 57 | +19 |
| Canadá    | 2   | 3 | 1 | 0 | 2 | 45  | 81 | -36 |
| Paraguay  | 0   | 3 | 0 | 0 | 3 | 49  | 94 | -45 |

#### Resultados
| Fecha      | Hora  | Partido³  | Partido³ | Partido³ | Resultado |
| ---------- | ----- | --------- | -------- | -------- | --------- |
| 24.09.2003 | 10:30 | Chile     | -        | Paraguay | 24-19     |
| 24.09.2003 | 14:30 | Argentina | -        | Canadá   | 33-11     |
| 25.09.2003 | 12:00 | Chile     | -        | Canadá   | 29-08     |
| 25.09.2003 | 13:30 | Argentina | -        | Paraguay | 44-11     |
| 26.09.2003 | 13:30 | Canadá    | -        | Paraguay | 26-19     |
| 26.09.2003 | 16:30 | Argentina | -        | Chile    | 30-23     |

### 5º al 7º puesto
| Fecha      | Hora² | Partido¹    | Partido¹ | Partido¹ | Resultado |
| ---------- | ----- | ----------- | -------- | -------- | --------- |
| 27.09.2003 | 19:30 | Groenlandia | -        | Paraguay | 32-20     |

### 5º/6º puesto
| Fecha      | Hora² | Partido¹    | Partido¹ | Partido¹ | Resultado |
| ---------- | ----- | ----------- | -------- | -------- | --------- |
| 28.09.2003 | 10:30 | Groenlandia | -        | Canadá   | 28-21     |

## Fase final

### Semifinales
| Fecha      | Hora  | Partido³  | Partido³ | Partido³ | Resultado |
| ---------- | ----- | --------- | -------- | -------- | --------- |
| 27.09.2003 | 16:30 | Argentina | -        | Uruguay  | 30-24     |
| 27.09.2003 | 19:30 | Brasil    | -        | Chile    | 34-17     |

### 3º/4º puesto
| Fecha      | Hora² | Partido¹ | Partido¹ | Partido¹ | Resultado |
| ---------- | ----- | -------- | -------- | -------- | --------- |
| 28.09.2003 | 15:00 | Chile    | -        | Uruguay  | 27-22     |

### Final
| Fecha      | Hora² | Partido¹ | Partido¹ | Partido¹  | Resultado |
| ---------- | ----- | -------- | -------- | --------- | --------- |
| 28.09.2003 | 16:30 | Brasil   | -        | Argentina | 31-29     |

| Brasil           |
| Campeón          |
| Brasil 2° título |

### Clasificación general
| Brasil         |
| Argentina      |
| Chile          |
| 4. Uruguay     |
| 5. Groenlandia |
| 6. Canadá      |
| 7. Paraguay    |